# Diocesi di Yakima
La diocesi di Yakima (in latino Dioecesis Yakimensis) è una sede della Chiesa cattolica negli Stati Uniti d'America suffraganea dell'arcidiocesi di Seattle. Nel 2022 contava 190.000 battezzati su 751.808 abitanti. È retta dal vescovo Joseph Jude Tyson.

## Territorio
La diocesi comprende le seguenti contee dello stato di Washington (Stati Uniti): Yakima, Klickitat, Kittitas, Benton, Chelan, Douglas e Grant.
Sede vescovile è la città di Yakima, dove si trova la cattedrale di San Paolo.
Il territorio si estende su 46.061 km² ed è suddiviso in 39 parrocchie.

## Storia
La diocesi è stata eretta il 23 giugno 1951 con la bolla Divina Providentia di papa Pio XII, ricavandone il territorio dalla diocesi di Seattle (che nel contempo è stata elevata al rango di arcidiocesi metropolitana) e dalla diocesi di Spokane.

## Cronotassi dei vescovi
Si omettono i periodi di sede vacante non superiori ai 2 anni o non storicamente accertati.
- Joseph Patrick Dougherty † (9 luglio 1951 - 5 febbraio 1969 dimesso[1])
- Cornelius Michael Power † (5 febbraio 1969 - 15 gennaio 1974 nominato arcivescovo di Portland)
- Nicolas Eugene Walsh † (5 settembre 1974 - 10 agosto 1976 dimesso)
- William Stephen Skylstad (16 febbraio 1977 - 17 aprile 1990 nominato vescovo di Spokane)
- Francis Eugene George, O.M.I. † (10 luglio 1990  - 30 aprile 1996 nominato arcivescovo di Portland)
- Carlos Arthur Sevilla, S.I. (31 dicembre 1996 - 12 aprile 2011 ritirato)
- Joseph Jude Tyson, dal 12 aprile 2011

## Statistiche
La diocesi nel 2022 su una popolazione di 751.808 persone contava 190.000 battezzati, corrispondenti al 25,3% del totale. Circa il 70% dei fedeli cattolici della diocesi sono ispanici.
| anno | popolazione | popolazione | popolazione | presbiteri | presbiteri | presbiteri | presbiteri                | diaconi | religiosi | religiosi | parrocchie |
| anno | battezzati  | totale      | %           | numero     | secolari   | regolari   | battezzati per presbitero | diaconi | uomini    | donne     | parrocchie |
| ---- | ----------- | ----------- | ----------- | ---------- | ---------- | ---------- | ------------------------- | ------- | --------- | --------- | ---------- |
| 1966 | 48.694      | 360.581     | 13,5        | 79         | 75         | 4          | 616                       |         | 4         | 108       | 38         |
| 1970 | 50.100      | ?           | ?           | 67         | 63         | 4          | 747                       |         | 4         | 78        | 38         |
| 1976 | 54.135      | 360.900     | 15,0        | 64         | 58         | 6          | 845                       |         | 6         | 65        | 39         |
| 1980 | 56.500      | 389.000     | 14,5        | 72         | 56         | 16         | 784                       |         | 16        | 61        | 39         |
| 1990 | 58.300      | 461.600     | 12,6        | 51         | 43         | 8          | 1.143                     | 17      | 9         | 50        | 40         |
| 1999 | 66.819      | 461.600     | 14,5        | 74         | 63         | 11         | 902                       | 25      | 3         | 55        | 41         |
| 2000 | 63.066      | 461.600     | 13,7        | 67         | 56         | 11         | 941                       | 25      | 17        | 53        | 41         |
| 2001 | 62.587      | 461.600     | 13,6        | 65         | 54         | 11         | 962                       | 24      | 19        | 55        | 41         |
| 2002 | 69.611      | 461.600     | 15,1        | 64         | 52         | 12         | 1.087                     | 23      | 19        | 47        | 41         |
| 2003 | 65.323      | 461.600     | 14,2        | 63         | 52         | 11         | 1.036                     | 23      | 15        | 46        | 41         |
| 2004 | 68.561      | 600.055     | 11,4        | 62         | 50         | 12         | 1.105                     | 23      | 15        | 50        | 41         |
| 2010 | 79.317      | 649.840     | 12,2        | 81         | 74         | 7          | 979                       | 26      | 10        | 33        | 49         |
| 2014 | 74.481      | 681.556     | 10,9        | 57         | 54         | 3          | 1.306                     | 42      | 5         | 27        | 41         |
| 2017 | 179.033     | 712.871     | 25,1        | 58         | 55         | 3          | 3.086                     | 41      | 5         | 24        | 41         |
| 2020 | 172.080     | 730.790     | 23,5        | 55         | 53         | 2          | 3.128                     | 39      | 2         | 18        | 41         |
| 2022 | 190.000     | 751.808     | 25,3        | 49         | 47         | 2          | 3.877                     | 47      | 2         | 18        | 39         |